# Vilarinho das Paranheiras
Vilarinho das Paranheiras is een plaats (freguesia) in de Portugese gemeente Chaves en telt 220 inwoners (2001).